# Zboiny
Zboiny, wytłoczyny – w pszczelarstwie – pozostałości po wytłoczeniu lub wytopieniu surowca woskowego (woszczyny, suszu). Stanowią surowiec do dalszego pozyskania wosku, ale już nie za pomocą pras czy topiarek, lecz ekstrahowni wosku. Zboiny mokre (powstające w procesach z wykorzystaniem wody) wymagają uprzedniego wysuszenia. Pozyskuje się z nich od 12 do 35% wosku.